# マイアミ大学ドリボワ欧州センター
マイアミ大学ドリボワ欧州センター（英: Miami University Dolibois European Center, MUDEC）は、アメリカ合衆国オハイオ州の州立大学であるマイアミ大学が、ルクセンブルク南西部のディフェルダンジュ（Differdange）に構える海外キャンパス。2学期制を採用しており、1学期間にマイアミ大学やその他のアメリカ合衆国の大学から125人から130人の学生が集まる。
センターの名称はルクセンブルク出身でマイアミ大学を卒業し、後にマイアミ大学の副学長となったジョン・ドリボワに由来する。ドリボワは後に、アメリカ合衆国の駐ルクセンブルク大使を1981年から1985年まで務めた。センターは1968年に設立され、ディフェルダンジュ城の一部を形成している。